# Will Scarlet
Will Scarlet (også Scarlett, Scarlock, Scadlock, Scatheloke og Scathelocke) var et prominent medlem af Robin Hoods Merry Men. Han blev præsenteret i de tidligste ballader sammen med Lille John og Much Møllerens Søn.
Forvirringen omkring efternavnet har ført til, at nogle forfattere skelner mellem dem som tilhørende forskellige karakterer. Howard Pyle inkluderede både en Will Scathelock og en Will Scarlet i hans Merry Adventures of Robin Hood. Will Sturely eksisterer måske også som en separat person på grund af en fejltagelse med henhold til efternavnet.

## Ballader
Den første optræden af Will Scarlet var i en af de ældste overlevne Robin Hood Ballader, A Gest of Robyn Hode. Hjælper med at fange "Richard at the Lee" og da Robin låner den ridder penge til at tilbagebetale sin gæld, er han en af de Merry Men, som insisterer på at give ham en hest og tøj der er passende for hans stand.
En anden tidelig ballade, der har Will Scarlet er en variant af Robin Hood's Death (Robin Hoods Død).
En senere ballade, Robin Hood and the Newly Revived, giver ham en oprindelse. Robin finder en fin klædt ung mand skyde hjorte i Sherwood, og tilbyder ham at slutte sig til banden; de skændes og slås. Robin spørger hvem han er; han siger han er Unge Gamwell, som dræbte sin fars hovmester og flygtede fra sin far gods for at opsøge sin onkel, Robin Hood. Robin byder ham velkommen og omdøber ham Scarlett. Denne historie er, mere eller mindre, den almindelige oprindelseshistorie for Will Scarlet, selvom der dog finde variationer.
Francis Child katalogiserede disse fortællinger: A Gest of Robyn Hode som Child Ballad 117, Robin Hood's Death som Child Ballad 120, og Robin Hood Newly Revived som Child Ballad 128. Han lavede også en fortegnelse over de ballader, som Will Scarlet var med i, sommetider i meget små roller. I Robin Hood's Delight (Child Ballad 136), den almindelige fortælling i hvilken Robin møder en fremmed, kan ikke overmande/bekæmpe ham, og må overliste ham er ændret: Robin har Lille John og Will med sig, og de møder tre fremmed, hvilket normalt resulterer i en kamp og overlistning. I Robin Hood and The Curtal friar (Child Ballad 123), fortæller Will Scarlet Robin om broderen, hvilket resulterer i dere møde. I Robin Hood og Guy of gisbourne (Child Ballad 118), bliver Lille John taget til fange, da han kommer Will til undsætning efter to af deres bande er blevet dræbt og Will flygter. I en usædvanlig Robin Hood ballade Robin Hood and the Prince of Aragon (Child Ballad 129), kommer Robin, Lille John og Will Scarlet kongen til undsætning, kæmper mod prinsen af titlen og to kæmper, og ender med at Will bliver giftmed prinsessen; denne ballade er, i modsætning til de andre Child ballader, sjældent brugt i senere bearbejdelser.

## Senere versioner
Traditionelt er de fleste lovløse beskrevet som midaldrende, hvor han derimod ofte beskrives som ung eller ungdommelig, nogle gange endda i slutningen af teenageårene. I de traditionelle fortællinger, er Scarlet hidsig, men han en forkærlighed for fine elegante klæder og er ofte iklædt rødt silke. Han er den dygtigste sværdkæmper af de glade mænd(merry men) mens Robin Hood er den dygtigste med bue og pil og Lille John er den dygtigste med en fjerderdels-stav. I nogle fortællinger bruger Scarlet to sværd på samme tid (dette blev parodieret i filmen Robin Hood - helte i underhylere). Det menes, at han er begravet på kirken St. Marys kirkegård i Blidworth, Nottinghamshire.

## Andre skildringer af Will Scarlet
I både filmen fra 1938 og tv-filmen fra 1991, bliver Will Scarlet spillet som en af Robins følgesvende (næsten en kammerat) fra begyndelsen, og er en vittig og humoristisk karakter. I filmen fra 1938, er karakteren højst sandsynligt smeltet sammen med Alan-a-Dale, eftersom Will spiller lut og synger i en af scenerne. I BBC tv-serien er den samme rolle blevet givet til personen ved navn Much.
I den klassiske serie The Adventures of Robin Hood (1950'erne) bliver karakteren spillet af Ronald Howard og senere af Paul Eddington. Da han og Robin først mødes kommer de op at slås før Scarlet undslipper fra sheriffens mænd. Han blev i starten skildret som en skægget dig ungdommelig gentlemans. Morskabelig, eventyrlysten og gavtyvsagtig skørtejagende pralhals. Han var dog også en loyal og erfaren sværdkæmper.
I det britiske tv-show Robin of Sherwood, spillet Ray Winstone en meget anden version af Will Scarlet. I stedet for den stereotype sidekick, viste denne serie en mere dyster og passioneret karakter. En eks-soldat, som kæmpede i Frankrig, blev han vist som en meget mørkere og mere voldelig karakter, med et brændende had for autoriteter.
I Robin Hood: Prince of Thieves, spiller Christian Slater Will Scarlett, som filmen skildrer som Robin Hoods uægte halvbror. (Mange ældre traditioner viser ham som en slægtning til Robin, normalt en fætter eller nevø.) Robin Hoods far anerkendte ikke Scarlett og forgudede Robin, hvilket førte til at Scarlett blev vred på Robin Hood. Til at starte med optræder han som en forræderisk person, men finder sener syndsforladelse hos "the merry men", da han hjælper med at redde Lady Marian og flere andre fra Sheriffen af Nottingham.
I Mel Brooks film Robin Hood: Men in Tights, er Will (kendt som Will Scarlet O'Hara) vist som Lille Johns bedste ven. Spillet af Matthew Porretta, der senere spillede Robin i tv-serien The New Adventures of Robin Hood i 1997.
I Blackadder: Back & Forth, siger Robin Hood sarkastisk, "Er Will Scarlet en bøsse i trikot?" (Hvilket kameraet viser, at han er.)
I spillet Robin Hood: The Legend of Sherwood, er Will Scarlet vist som Robins vanskelige nevø, som konstant gør oprør mod sheriffen og som et resultat af dette bliver smidt i fængsel. Han bliver senere reddet af Robin og tilføjet til banden af merry men.
I Star Trek: The Next Generation episoden "Q-pid", får Q besætningen på Enterprise til at genspille Robin Hood legenden. Worf (Michael Dorn) spiller rollen Will, på trods af at han insisterer på, at han "IKKE er en 'merry man'!"